# Paleocontinente

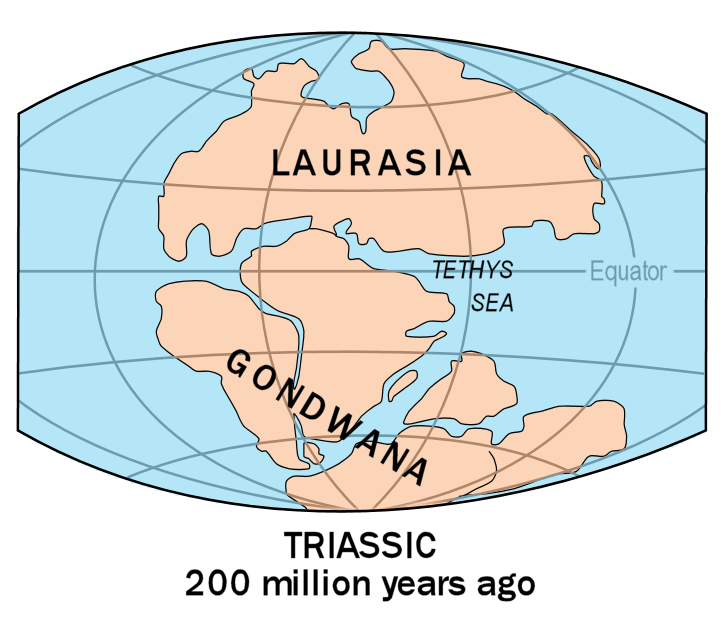
Representação da junção da Laurásia e Gondwana, no triássico.

Um paleocontinente é uma porção da crosta continental que existiu como uma grande massa de terra emersa no passado geológico da Terra. Tinham tamanhos bem variados — alguns foram apenas a junção de pequenos micro-continentes enquanto outros foram imensos conglomerados da crosta, pois na evolução do tempo geológico o nível do mar sobe e desce, e mais crosta pode ser exposta abrindo caminho para massas de terra maiores. Os continentes do passado moldaram a evolução dos organismos na Terra e também contribuíram para o clima do globo pois, à medida que as massas de terra se separam, cada espécie que com elas são carregadas passa a se adaptar às novas condições e diferenciando-se entre si, de modo que esse movimento continental determina a distribuição dos organismos na superfície terrestre, o que é evidenciado com a localização de fósseis semelhantes hoje encontrados em continentes completamente separados.
Além disso, à medida que os continentes se movem ocorrem eventos de formação de montanhas (orogénese), o que causa uma mudança no clima global à medida que novas rochas são expostas e, em seguida, há mais rochas expostas em altitudes mais elevadas, ocorrem expansões do gelo glacial e períodos de glaciação.
Exemplos de paleocontinentes incluem Laurência, Báltica e Avalônia que, ao colidirem durante a orogenia caledoniana juntas formaram o continente da Laurásia. Contemporaneamente formou-se o paleocontinente de Gondwana, que estava localizado no hemisfério sul, composto então pelas massas de terra que correspondem à atual Antártica, à América do Sul e à África, por sua vez composto pela junção de outros paleocontinentes, como o São Francisco-Congo, cuja orogenia provocou o surgimento da Chapada Diamantina, no Brasil.